# Othius angustus
Othius angustus – gatunek chrząszcza z rodziny kusakowatych i podrodziny kusaków.

## Taksonomia
Gatunek ten opisany został po raz pierwszy w 1806 roku przez Johanna L.C.C. Gravenhorsta pod nazwą Staphylinus melanocephalus. Jako miejsce typowe wskazano Brunszwik. W 1833 roku niezależnie opisany został przez Jamesa Francisa Stephensa. Jako miejsce typowe wskazano Brystol i Edynburg w Wielkiej Brytanii. Nazwa z epitetem melanocephalus okazała się młodszym homonimem, stąd za ważną uznaje się nazwę nadaną przez Stephensa.
Wyróżnia się w jego obrębie dwa podgatunki:
- Othius angustus angustus Stephens, 1833
- Othius angustus stenocephalus Eppelsheim, 1881

Ten drugi opisany został po raz pierwszy w 1881 roku przez Eduarda Eppelsheima na łamach „Verhandlungen der Kaiserlich-Königlichen Zoologisch-Botanischen Gesellschaft in Wien” jako osobny gatunek, Othius stenocephalus. Jako miejsce typowe wskazano Göygöl w Azerbejdżanie. W 1914 roku Max Bernhauer i Karl Schubert obniżyli mu rangę do odmiany w obrębie O. laeviusculus. Rangę podgatunku w obrębie O. angustus nadał mu Volker Assing w 1997 roku.

## Morfologia

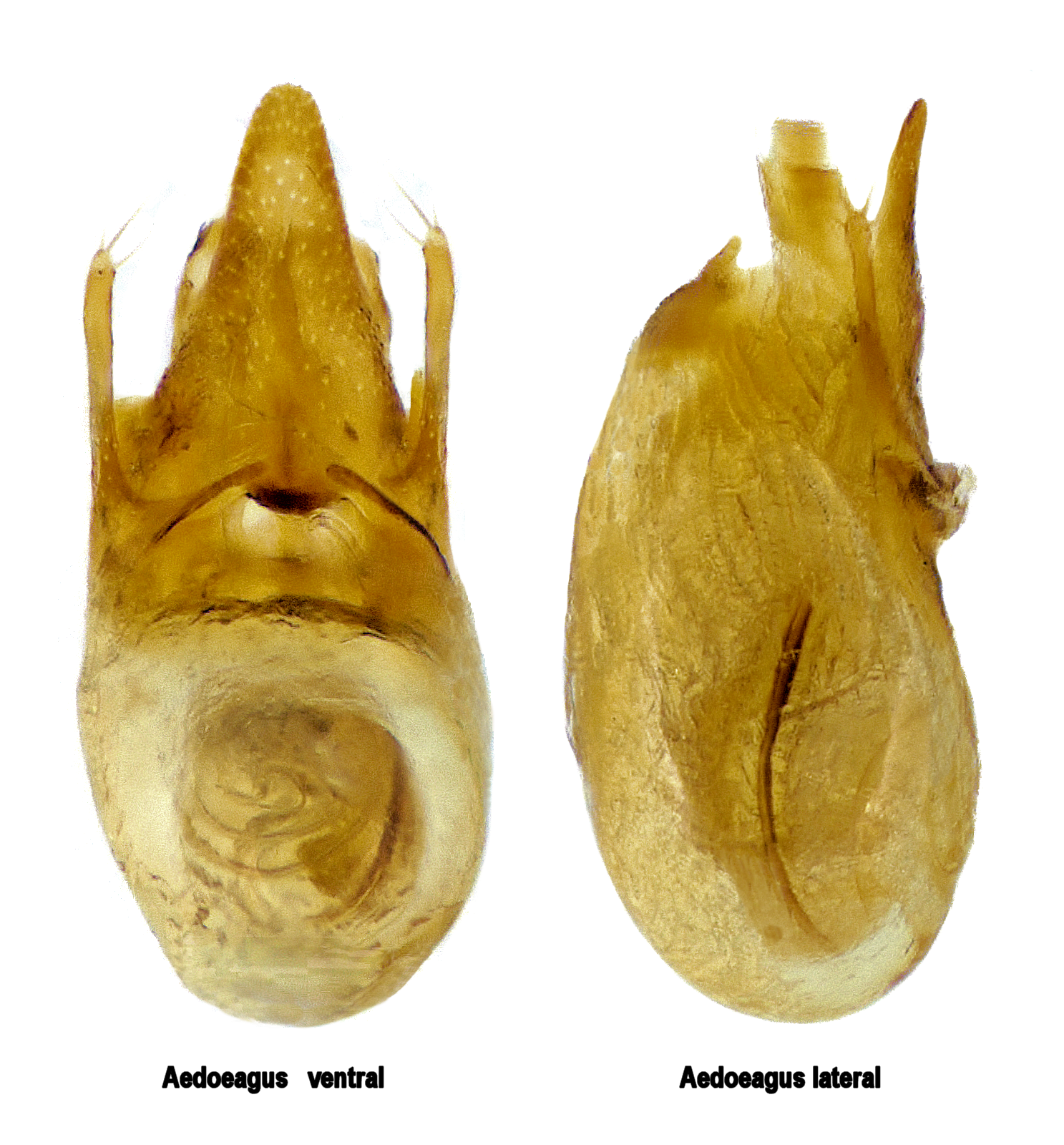
Edeagus

Chrząszcz o wydłużonym ciele długości od 4,5 do 6 mm. Głowa jest wydłużona, czarna z żółtobrunatnymi głaszczkami i czułkami. Silne, zakrzywione żuwaczki mają bruzdę na krawędzi zewnętrznej. Warga górna ma na przedniej krawędzi głębokie, szczelinowate wcięcie. Czułki mają człon trzeci co najwyżej nieco dłuższy niż poprzedni, a człon przedostatni nieco tylko szerszy niż dłuższy. Przedplecze jest wyraźnie szersze od głowy, barwy koralowoczerwonej, czasem z przyciemnionym środkiem, rzadziej czarne z czerwonymi brzegami. Na powierzchni przedplecza widoczna jest wyraźna mikrorzeźba. Pokrywy są nie dłuższe od głowy, brunatne do smolistobrunatnych. Skrzydła tylnej pary są w pełni wykształcone. Odnóża są żółtobrunatnie ubarwione. Przednia ich para ma stopy o rozszerzonych członach, u samców mocniej niż u samic. Brunatnosmolisty odwłok ma wąską obwódkę błoniastą na tylnym brzegu piątego tergitu.

## Ekologia i występowanie
Owad rozmieszczony od nizin po wysokie góry, dochodzący do rzędnych 3000 m n.p.m., częstszy jednak na terenach górskich. Zasiedla łąki i pastwiska, tereny otwarte o podłożu żwirowatym lub piaszczystym, ale także lasy. Na nizinach zwykle wybiera stanowiska na zboczach pagórków. Bytuje na powierzchni gleby, wśród mchów i niskiej roślinności, pod gnijącymi szczątkami roślinnymi i kamieniami.
Gatunek palearktyczny. Podgatunek nominatywny znany jest z Islandii, Wysp Owczych, Irlandii, Wielkiej Brytanii, Portugalii, Hiszpanii, Andory, Francji, Belgii, Luksemburga, Holandii, Niemiec, Szwajcarii, Austrii, Danii, Szwecji, Norwegii, Finlandii, Łotwy, Litwy, Polski, Czech, Słowacji, Rumunii i europejskiej części Rosji. W Polsce wykazywany jest z Pobrzeża Koszalińskiego, Pojezierza Pomorskiego, Puszczy Boreckiej, Puszczy Piskiej, Niziny Kujawsko-Wielkopolskiej, Kampinoskiego Parku Narodowego, Dolnego i Górnego Śląska, Wzgórz Trzebnickich, Sudetów Wschodnich i Zachodnich, Wyżyny Krakowsko-Częstochowskej, Gór Świętokrzyskich, Beskidu Małego, Beskidu Żywieckiego, Tatr, Beskidu Sądeckiego, Gór Sanocko-Turczańskich i Bieszczadów.
Podgatunek O. a. stenocephalus podawany jest z Turcji, Gruzji, Azerbejdżanu i rosyjskiego Kaukazu.